# بازه یکه (انتقال داده)
بازه یکه (به انگلیسی: unit interval) (اختصاری یوآی) کمینه فاصله زمانی بین تغییرات وضعیت سیگنال انتقال داده است که به عنوان زمان پالس یا دیرش زمان نماد نیز شناخته می‌شود. بازه یکه زمان صرف شده در جریان داده توسط هر پالس (یا نماد) بعدی است.
هنگامی که یوآی به عنوان یکای اندازه‌گیری یک بازه زمانی استفاده می‌شود، اندازه‌گیری حاصل از چنین بازه زمانی بدون‌بُعد است. بازه زمانی را برحسب یوآی بیان می‌کند. اغلب، اما نه همیشه، یوآی با زمان بیت، یعنی با بازه زمانی صرف شده برای انتقال یک بیت (رقم اطلاعات باینری) منطبق است.
این دو در واقع در انتقال NRZ منطبق هستند. آنها در یک انتقال 2B1Q منطبق نیستند، جایی که یک پالس زمانی دو بیت را می‌گیرد. به عنوان مثال، در یک خط سریال با نرخ باد ۲٫۵ گیگابیت بر ثانیه، بازه یکه: نانوثانیه بر باد ۰٫۴=(۲٫۵ گیگابیت بر ثانیه)/۱ است.

## اندازه‌گیری لغزش
لغزش اغلب به عنوان کسری از یوآی اندازه‌گیری می‌شود. به عنوان مثال، لغزش ۰٫۰۱ یوآی، لغزش است که یک لبه سیگنال را ۱٪ از دیرِش (به انگلیسی: duration) یوآی حرکت می‌دهد.
استفاده گسترده از یوآی در اندازه‌گیری جیتر ناشی از نیاز به اعمال الزامات یا نتایج یکسان در مواردی با نرخ نمادهای مختلف است. این می‌تواند زمانی انجام شود که پدیده‌های مورد بررسی مستقل از دیرش نماد نیستند، اما ارتباط نزدیکی با آن دارند. به عنوان مثال، یوآی برای اندازه‌گیری لغزش زمان‌بندی در ارتباطات سریال یا در توزیع کلاک برروی-تراشه استفاده می‌شود.
این واحد اندازه‌گیری به‌طور گسترده در ادبیات لغزش (جیتر) استفاده می‌شود. نمونه‌ها را می‌توان در توصیه‌های مختلف ITU-T، یا در آموزش رنسوم استیفنز یافت.